# Мохаммад, Исмаил
Исмаил Мохаммад (араб. إسماعيل محمد‎; род. 5 апреля 1990, Доха) — катарский футболист, полузащитник катарского клуба «Аль-Духаиль» и национальной сборной Катара.

## Клубная карьера
В футболе дебютировал в 2009 году в составе клуба «Аль-Джаиш». В 2011 году перешёл в команду «Аль-Духаиль», цвета которой защищает и по сей день.

## Карьера в сборной
21 декабря 2013 года дебютировал в официальных матчах в составе национальной сборной Катара в матче против Бахрейна (1:1).
В составе сборной был участником кубка Азии по футболу 2015 года в Австралии и чемпионата мира 2022 года в Катаре.

## Достижения
«Аль-Духаиль»
- Чемпион Катара (6): 2011/12, 2013/14, 2014/15, 2016/17, 2017/18, 2019/20
- Обладатель Кубка Катара (3): 2013, 2015, 2018
- Обладатель Кубка шейха Яссима (2): 2015, 2016
- Обладатель Кубка эмира Катара (4): 2016, 2018, 2019, 2022

Сборная Катара
- Чемпион Западной Азии: 2014
- Обладатель Кубка наций Персидского залива: 2014
- Обладатель Кубка Азии: 2023